# 米勒嶺
83°15′S 157°00′E / 83.250°S 157.000°E
米勒嶺（英語：Miller Ridge）是南極洲的山嶺，位於麥克羅伯特森地，屬於查爾斯王子山脈中阿索斯山脈的一部分，處於錫德斯曼山以東2公里，根據澳大利亞探險隊的空中照片繪入地圖，現時由南極條約體系管理。